# Claudio Delgado
Claudio Ramón Delgado (* 21. Juni 1984 in San Lorenzo) ist ein ehemaliger paraguayischer Fußballspieler auf der Position eines Stürmers.

## Karriere
Claudio Delgado begann seine Karriere 2006 in Chile bei Santiago Morning. Im Jahr 2008 wechselte er in die Primera División zum CD Cobreloa, gefolgt von einer Station bei Deportes Concepción in der Primera B im Jahr 2009. 2010 trat er Cerro de Franco bei. Im Jahr 2011 war er bei Sportivo Carapeguá aktiv. 2012 spielte er für 2 de Mayo. 2013 kehrte er zu Cerro de Franco zurück und wechselte noch im selben Jahr zu Deportivo Santaní. Schließlich kehrte er 2014 zu Sportivo Carapeguá zurück.